# Vương Văn Sáng
Vương Văn Sáng (sinh ngày 10 tháng 12 năm 1975) là một phóng viên, biên tập viên, phát thanh viên và chính trị gia người Việt Nam, dân tộc Giáy. Ông hiện là đại biểu Quốc hội Việt Nam khóa 14 nhiệm kì 2016-2021, thuộc đoàn đại biểu Quốc hội tỉnh Lào Cai, Phóng viên, biên tập viên, phát thanh viên tiếng Giáy Đài phát thanh - Truyền hình tỉnh Lào Cai, Ủy viên Hội đồng Dân tộc của Quốc hội. Ông đã trúng cử đại biểu Quốc hội năm 2016 ở đơn vị bầu cử số 1, tỉnh Lào Cai gồm có thành phố Lào Cai và các huyện: Bát Xát, Sa Pa, Văn Bàn.

## Xuất thân
Vương Văn Sáng quê quán ở xã Bản Vược, huyện Bát Xát, tỉnh Lào Cai.
Ông hiện cư trú ở Số nhà 012, đường Lê Khôi, tổ 03, phường Phố Mới, thành phố Lào Cai, tỉnh Lào Cai.

## Giáo dục
- Giáo dục phổ thông: 12/12
- Đại học Văn hóa Hà Nội, chuyên ngành phát hành sách

## Sự nghiệp
Ông gia nhập Đảng Cộng sản Việt Nam vào ngày 7/11/2006.
Khi ứng cử đại biểu Quốc hội Việt Nam khóa 14 vào tháng 5 năm 2016 ông đang là Phóng viên biên tập viên, biên dịch viên, phát thanh viên tiếng Giáy Đài phát thanh - Truyền hình tỉnh Lào Cai, làm việc ở Phòng biên tập phát
thanh - truyền hình tiếng dân tộc Đài Phát thanh - Truyền hình tỉnh Lào Cai.
Ông đã trúng cử đại biểu Quốc hội năm 2016 ở đơn vị bầu cử số 1, tỉnh Lào Cai gồm có thành phố Lào Cai và các huyện: Bát Xát, Sa Pa, Văn Bàn, được 153.091 phiếu, đạt tỷ lệ 68,22% số phiếu hợp lệ.
Ông hiện là Phóng viên, biên tập viên, phát thanh viên tiếng Giáy Đài phát thanh - Truyền hình tỉnh Lào Cai, Ủy viên Hội đồng Dân tộc của Quốc hội.
Ông đang làm việc ở Phòng biên tập phát thanh - truyền hình tiếng dân tộc Đài Phát thanh - Truyền hình tỉnh Lào Cai.

## Đại biểu Quốc hội Việt Nam khóa 14 nhiệm kì 2016-2021

#### Đề nghị không cho phép công dân tố cáo qua điện thoại, email
Sáng ngày 24 tháng 5 năm 2018, tại biểu Thảo luận về dự án Luật Tố cáo (sửa đổi) tại kỳ họp thứ 5, Quốc hội khóa 14, ông đề nghị bỏ quy định cho phép công dân tố cáo qua điện thoại, email vì dễ dẫn đến tố cáo nặc danh và lợi dụng bôi nhọ uy tín người bị tố cáo.